# Lajos Baróti
Pour les articles homonymes, voir Baróti.
Lajos Baróti est un footballeur puis entraîneur hongrois né le 19 août 1914 à Budapest et mort le 23 décembre 2005.

## Biographie

### En tant que joueur
Il compte 2 sélections avec la Hongrie.

### En tant qu'entraîneur
Sélectionneur de la Hongrie de 1957 à 1966 et de 1975 à 1978, il l'emmène aux coupes du monde 1958, 1962, 1966, 1978. Aux Jeux olympiques 1960 et à l'Euro 1964, l'équipe finit troisième. Aux Jeux olympiques 1964, la Hongrie remporte la médaille d'or.

## Carrière

### En tant que joueur
- 1928-1946 :  Szegedi AK
- 1946-1948 :  Győri ETO FC

### En tant qu'entraîneur
- 1948-1952 :  Győri ETO FC
- 1952-1953 :  Budapesti Postás
- 1953-1957 :  Budapesti Vasas
- 1957-1966 :  Hongrie
- 1967-1971 :  Újpesti Dózsa
- 1971-1972 :  Pérou
- 1972-1974 :  Budapesti Vasas
- 1975-1978 :  Hongrie
- 1979 :  SSW Innsbruck
- 1980-1982 :  Benfica Lisbonne

## Palmarès

### En tant qu'entraîneur
Avec le Budapesti Vasas :
- Champion de Hongrie en 1957
- Vainqueur de la Coupe de Hongrie en 1955, 1973 et 1987
- Vainqueur de la Coupe Mitropa en 1956 et 1957

Avec le Újpesti Dózsa :
- Champion de Hongrie en 1969, 1970 et 1971
- Vainqueur de la Coupe de Hongrie en 1969 et 1970
- Finaliste de la Coupe des villes de foires en 1969

Avec le SSW Innsbruck :
- Vainqueur de la Coupe d'Autriche en 1979

Avec le Benfica Lisbonne :
- Champion du Portugal en 1981
- Vainqueur de la Coupe du Portugal en 1981
- Vainqueur de la Supercoupe du Portugal en 1980

Avec l'équipe de Hongrie :
- Médaille d'or aux Jeux olympiques 1964
- Troisième de l'Euro 1964